# Memorias de un cuerpo que arde
Memorias de un cuerpo que arde es una película costarricense-española de 2024 escrita y dirigida por Antonella Sudasassi Furniss. La película celebró su estreno mundial en la sección Berlinale Panorama de la Berlinale en febrero de 2024. La película fue elegida para representar a Costa Rica en los Premios Óscar y en los Premios Goya.

## Trama
Mientras quienes las rodean apenas se fijan en Ana (68), Patricia (69) y Mayela (71), la directora descubre cómo las mujeres entienden y disfrutan su sexualidad. Las arrugas, las canas y las manchas de la edad no le impiden hacerlo. ¿Su deseo está disminuyendo? ¿Que ha cambiado? Al crecer en una época llena de represión y tabúes, encontraron su feminidad a través de lo tácito. Ahora sus voces se funden en el cuerpo de una sola mujer que transmite poéticamente recuerdos, secretos y deseos nunca expresados al mundo exterior.

## Producción
Fue dirigida por Antonella Sudasassi Furniss, quien también escribió el guion. Es su segundo largometraje. La directora explicó en sus notas de dirección que la película era una protesta colectiva. La valiente narración de historias íntimas es un recordatorio del largo viaje desde la juventud de las mujeres hasta el siglo XXI. Century lidera y contribuye a la comprensión del presente. La película celebra el cuerpo femenino y la sexualidad en su sentido más amplio.
El trabajo de cámara estuvo a cargo de Andrés Campos, la banda sonora fue compuesta por Valeria Castro y Juano Damiani y Bernat Aragonés se encargaron del montaje.
El director también actuó como productor. Las productoras fueron PlayLab Films (España) y Substance Films (Costa Rica). La película contó con el apoyo de IBERMEDIA, el Institut Català de les Empreses Culturals ICEC y el Fondo El Fauno de Costa Rica.

### Filmación y lanzamiento
El rodaje se realizó en Costa Rica a partir de noviembre de 2022 y la postproducción se realizó en España. Celebró su estreno mundial en la sección Berlinale Panorama de la Berlinale en febrero de 2024.Se estrenó en Costa Rica en agosto de 2024.

## Premios y nominaciones
- 2025: Premios Platino ganadora del Premio Platino del Cine y Educación en Valores.
- 2024: Festival Internacional de Cine de Berlín. Premio del público en la Berlinale 2024.[10]

Premios Goya 2025: Nominada a Mejor película iberoamericana